# Илия Николов
Илия Николаев Николов е български футболист, играещ на поста вратар. Част от отбора на Марица (Пловдив). Рекьордьор по най-много изиграни официални мачове за клуба. Към лятото на 2023 г. има на сметката си 255 мача.

## Кариера
Състезател на отбора на Литекс (Ловеч) от сезон 2007/2008. Идва при „оранжевите“ като състезател на младежкия национален отбор но не успява да се наложи в първия състав и в началото на сезон 2008 – 2009 е преотстъпен на Спартак (Варна). В следващия сезон 2009 – 2010 е преотстъпен на Спартак (Пловдив). Предишни отбори: Ботев 2002, Асеновец, Хасково. В средата на юни 2010 г. вратарят разтрогва договора си с шампиона Литекс по взаимно съгласие и преминава в Ботев (Пловдив). 
В началото на 2012 се разделя с отбора на Ботев (Пловдив). Играе за Несебър и Раковски 2011, а през 2014, след кратък престой в Ботев преминава във варненския Черно море.
През зимата на 2016 година преминава в състава на Марица. На 20.02.2016 Николов дебютира за Марица в мач срещу Сливен. От лятото на 2016 г., паралелно с изявите си на вратата на Марица, той е назначен за треньор на вратарите на представителния тим и ДЮШ на клуба. Рекьордьор по най-много изиграни официални мачове за клуба. Към лятото на 2023 г. има на сметката си 255 мача.

## Успехи
Черно море
- Купа на България (1): 2014 – 15

 Черно море
- Суперкупа на България (1): 2014 – 15